# 挪威长途航空
挪威长途航空（英語：Norwegian Long Haul）是挪威穿梭航空的子公司，經營往返于亚欧和欧美的长途航班。其机队所有机型均为波音787梦想飞机。挪威长途航空於2012年在挪威注册成立，总部位于福尼布機場。

## 外部連結
- 官方網站 （页面存档备份，存于）（英文）